# Marianne Latoschinski
Marianne Latoschinski (geboren am 12. September 1903 in Bernburg als Marianne Hinz; gestorben am 29. September 1944 in Berlin-Plötzensee) war eine deutsche Kommunistin. Sie wurde im Strafgefängnis Berlin-Plötzensee hingerichtet, nachdem sie wegen Unmutsäußerungen über die Nationalsozialisten denunziert worden war.

## Leben
Marianne Hinz wurde am 12. September 1903 in Bernburg geboren. Ihr älterer Bruder war der Kommunist und Spanienkämpfer Bruno Hinz alias Georg Elsner, Kommandeur des Thälmann-Bataillons der Internationalen Brigaden im Spanischen Bürgerkrieg. Er musste nach der nationalsozialistischen Machtübernahme 1933 aus Bernburg fliehen und starb 1937 bei seinem Kampf im Spanischen Bürgerkrieg – Marianne erfuhr nie von seinem Tod. Sie hatte zudem eine Schwester Käthe, ebenfalls Kommunistin, die den Kaliwerk-Arbeiter Erich Haupt heiratete. Nach dem Tod ihres ersten Ehemanns Friedrich Wilhelm heiratete Marianne Hinz im Jahr 1939 den Arbeiter Franz Latoschinski (geb. 1901), der einem Gestapo-Bericht vom Oktober 1936 zufolge im März desselben Jahres „ohne ersichtlichen Grund“ die deutsch-tschechoslowakische Grenze überquert haben und mit der „Emigrantenzentrale in Prag in Verbindung getreten sein soll“. Marianne hatte drei Kinder, unter ihnen die Töchter Erika und Adelheid.

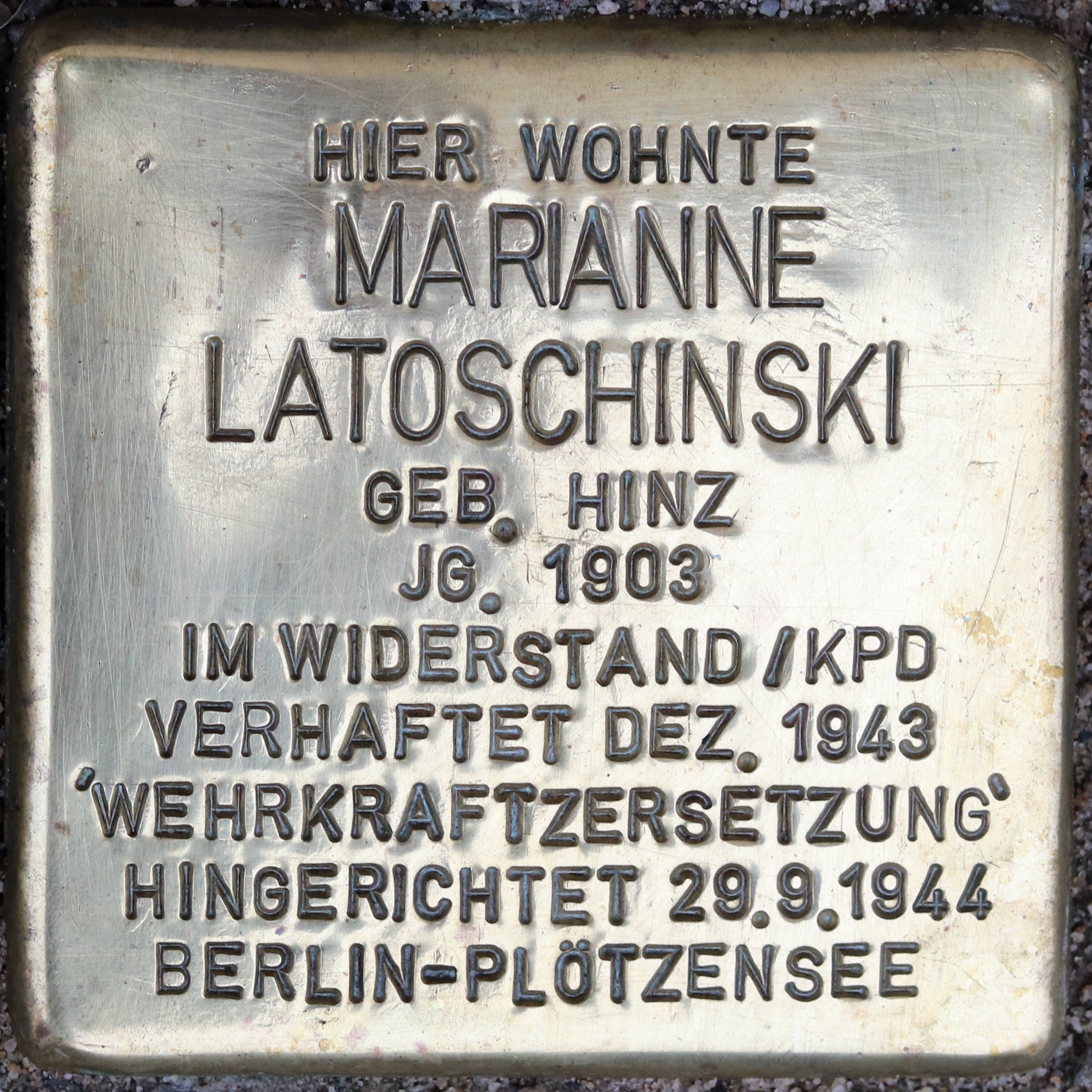
Stolperstein für Marianne Latoschinski

Ihre politische Überzeugung vertrat Marianne Latoschinski auch nach der nationalsozialistischen Machtübernahme und sprach sich gegen die Machthaber und das frühere Reichsbanner aus. Sie wurde verhaftet, nachdem ihr Sohn bei einem Obstdiebstahl ertappt worden war und sie sich aus Ärger darüber, dass er seine Hose abgeben musste, angeblich wie folgt äußerte: „Es kommen noch andere Zeiten, da werden die Nazis noch vor uns stramm stehen müssen. Wenn die Soldaten aus dem Felde zurückkommen, dann werden sie schon mit dem Mostrich-Volk abrechnen.“ Zu der Zeit befand sich ihr Mann an der Front. Bei einer anderen Gelegenheit soll sie gesagt haben: „Wenn Stalin reinkommt, werde ich seinen Leuten zeigen, wer ein Mostrichkopf und wer ein Nazikopf ist. Beide Sorten werden totgeschossen. Wenn es andersrum kommt, dann nehme ich auch eine Flinte und schieße alle vor ihren Buden weg.“ Als Mostrichköpfe (mundartlich Rothaarige) wurden damals die rund drei Millionen Mitglieder des sozialdemokratisch geprägten „roten“ Wehrverbandes Reichsbanner Schwarz-Rot-Gold bezeichnet.
In der Anhörung bestritt Latoschinski die Anschuldigungen. Diese wurden jedoch durch Zeugen gestützt. Marianne Latoschinski wurde von der Untersuchungshaft in Magdeburg in das Strafgefängnis Berlin-Plötzensee verlegt und am 1. August 1944 vom 3. Senat des „Volksgerichtshofs“ wegen versuchter „Wehrkraftzersetzung“, „Vorbereitung zum Hochverrat“ und „Feindbegünstigung“ zum Tode sowie zum Verlust der bürgerlichen Ehrenrechte verurteilt. In seiner Urteilsbegründung führte der Senat unter anderem aus, die Äußerungen Latoschinskis, die eine überzeugte Kommunistin geblieben sei, seien nicht als Übertreibungen, sondern als Ausdruck eines aufrichtigen Bestrebens zu werten. Im Weiteren heißt es:

„Die Gefahren, die während eines Krieges von einer solchen Persönlichkeit ausgehen, liegen auf der Hand. Der Schutz des Reiches und das Sühneverlangen unseres Volkes erfordern in einem solchen Fall gebieterisch die schwerste Strafe.“

Latoschinski wurde am 29. September 1944 im Strafgefängnis Berlin-Plötzensee enthauptet, woraufhin ihr Leichnam ohne ihre vorherige Einwilligung vom Anatomen Hermann Stieve zu Forschungszwecken seziert wurde. Ihre sterblichen Überreste ließ man einäschern und anonym bestatten. Sie ist als Nummer 143 auf Stieves Sektionsliste verzeichnet.
Nach dem Tod von Marianne Latoschinski wurde ihre Tochter Erika von den Großeltern aufgenommen, und nachdem ihr Ehemann aus der Gefangenschaft zurückgekehrt war, nahm er die Tochter mit nach Bayern. Am 15. November 2024 wurde für Marianne Latoschinski und ihren Bruder Bruno Hinz vor dem Wohnhaus der Familie in der Bernburger Korngasse 7 jeweils ein Stolperstein verlegt. Die Soziologin Hanna Elling führt sie auf ihrer „Totenliste deutscher Widerstandskämpferinnen und verfolgter Frauen“.